# René Cori
Pour les articles homonymes, voir Cori.
René Cori (né le 4 février 1949) est un mathématicien français, spécialiste en logique mathématique,. Maître de conférences à l'Université Paris Diderot, il a été directeur de l'Institut de recherche sur l'enseignement des mathématiques Paris-Diderot (IREM) jusqu'en 2008 ainsi que de l'ADIREM (Assemblée des directeurs d'IREM) de 2006 à 2008. Il prend fermement position le 22 janvier 2009 sur les décisions du MEN et du MESR sur la réforme de la formation des maîtres et des concours de recrutement en dénonçant les gratifications perçues par les étudiants en stage de responsabilité.

## Publications
- René Cori et Daniel Lascar, Logique mathématique, tome 1 : Calcul propositionnel, algèbre de Boole, calcul des prédicats [détail des éditions]
- René Cori et Daniel Lascar, Logique mathématique, tome 2 : Fonctions récursives, théorème de Gödel, théorie des ensembles, théorie des modèles [détail des éditions]
- (en) René Cori, Daniel Lascar et Donald Pelletier, Mathematical Logic : A Course With Exercises : Part I : Propositional Calculus, Boolean Algebras, Predicate Calculus, Completeness Theorems, Paris, Oxford University Press, 2000, 360 p. (ISBN 978-0-19-850049-0)
- (en) René Cori, Daniel Lascar et Donald Pelletier, Mathematical Logic : A Course With Exercises : Part II : Recursion Theory, Gödel's Theorems, Set Theory, Model Theory, Paris, Oxford University Press, 2001, 352 p. (ISBN 978-0-19-850051-3, lire en ligne)
- (en) René Cori, Alexander Razborov, Stevo Todorčević et Carol Wood, Logic Colloquium 2000 : Proceedings Of The Annual European Summer Meeting Of The Association For Symbolic Logic, Held In Paris, France, July 23-31, 2000, Paris, A K Peters, 2005, 424 p. (ISBN 978-1-56881-251-9)
- (en) Jean-Louis Krivine, René Cori, Lambda-Calculus, Types and Models, Ellis Horwood Ltd, 1993, 192 p. (ISBN 978-0-13-062407-9)